# Ptolemeu VIII Evèrgeta II
Ptolemeu VIII Evèrgeta II (en grec antic Πτολεμαῖος Εὐεργέτης) conegut també com a Ptolemeu Fiscó (Πτολεμαῖος Φύσκων), circa 182 aC-116 aC, fou rei de la Dinastia ptolemaica d'Egipte proclamat a Alexandria el 170 aC i formalment corregent el 169 aC, rei únic del 164 aC al 163 aC, rei de Cirene del 163 aC al 144 aC i rei d'Egipte del 144 aC al 116 aC. El nom de Fiscó, que significa "gras, panxut", li van donar els alexandrins a causa del seu aspecte gros i poc àgil.

## Biografia
Era fill de Ptolemeu V Epífanes i de Cleòpatra I. Va ser deixeble d'Aristarc de Samos. Va escriure una sèrie de 24 llibres anomenats Memòries (Ὑπομνήματα) que Ateneu de Nàucratis menciona amb molta freqüència, però no es conserva. Al seu regnat s'atribueix la prohibició d'exportar papirs, suposadament per gelosia de la cort de Pèrgam on la cultura s'estava desenvolupant fins a competir amb Alexandria.
Quan el selèucida Antíoc IV Epífanes va fer presoner a Ptolemeu VI Filomètor junt amb la germana-esposa Cleòpatra II l'any 170 aC, els alexandrins van proclamar a Ptolemeu que va agafar el nom d'Evèrgeta i es va col·locar la diadema reial. A finals d'any Antíoc, sota pressió de Roma es va haver de retirar, però va deixar instal·lats com a reis vassalls amb seu a Memfis a Ptolemeu VI Filomètor i la seva germana-esposa Cleòpatra II. Aquests van entrar en contacte amb Evèrgeta i es va establir (169 aC) un govern dels tres junts.
Aquest acord va enfurismar a Antíoc IV que va reprendre la guerra i va enviar una flota a conquerir Xipre mentre ell mateix tornava a Egipte (169 aC). Els tres germans no es van poder oposar a la invasió amb mitjans militars i Alexandria va ser assetjada altra vegada. Allí va anar una ambaixada romana dirigida per Marc Popil·li Lenat que va ordenar als selèucides la retirada i ho van haver de fer per evitar la guerra. Alexandria es va salvar i Antíoc es va retirar (168 aC). Els germans van enviar una ambaixada conjunta a Roma per agrair la seva intervenció.
Però els conflictes entre tots dos no van tardar a esclatar. El 164 aC Evèrgeta va a aconseguir fer fora del poder a son germà. Filomètor va sortir d'Alexandria i es va presentar a Roma el mateix any, on va ser rebut pel senat romà amb honors i se li van assignar ajudants per acompanyar-lo a Egipte i restablir-lo al poder. Efectivament, abans del maig del 163 aC una petita força romana el va acompanyar a Alexandria on el rei Evèrgeta, que no tenia el suport popular, va ser enderrocat per un cop intern i Filomètor reinstal·lat com a rei sense cap resistència. El nou rei va perdonar a son germà i li va cedir Cirene com a regne separat, acord que van aprovar els delegats romans.
No va tardar Ptolemeu Evèrgeta de Cirene a queixar-se de la seva sort, i va comparèixer davant el senat romà al qual va convèncer per afegir Xipre al seu regne. Amb tres ambaixadors romans Evèrgeta es va dirigir a Egipte a reclamar l'illa (156 aC) però els ambaixadors romans van advertir prèviament al rei que no podia ocupar l'illa per les armes, i que hauria de romandre a Cirene mentre duressin les negociacions que portarien els romans.
Filomètor va rebre els ambaixadors a Alexandria, però va demorar les negociacions i no va fer cap concessió. Això va posar nerviós a Evèrgeta que va agafar les armes i va atacar Egipte (155 aC) però una revolta al seu propi país quasi li va costar el tron i la vida, i va haver d'abandonar els seus plans. Sembla que en aquell moment Demetri I Soter es va apoderar de l'illa de Xipre.
El següent any (154 aC) els dos germans van enviar ambaixadors a Roma, però mentre els de Filomètor eren mal rebuts (se'ls va ordenar sortir de la ciutat) els d'Evèrgeta van ser rebuts però sense donar-li cap suport pràctic. El mateix Evèrgeta va tornar a Roma per demanar l'assistència del senat que altre cop li va donar cinc legats amb l'encàrrec de posar-lo en possessió de Xipre però sense soldats. Filomètor va enviar a l'illa una potent força militar i una flota i la va recuperar i quan son germà va desembarcar a l'illa amb un petit exèrcit mercenari el va derrotar ràpidament i va quedar arraconat a la ciutat de Lapatos on es va haver de rendir. Filomètor altra vegada el va perdonar i el va enviar de tornada Cirene, amb l'única condició que es conformés amb aquest regne i renunciés a la possessió de Xipre. Els romans no es va oposar i es va signar un tractat amb aquests termes.
Quan va morir Filomètor, Evèrgeta va fer tota classe de pressions a la seva germana Cleòpatra II (la viuda) regent del jove Ptolemeu VII Neofilopàtor, i finalment es va presentar a Alexandria amb un exèrcit, però els romans van impedir la lluita i van forçar el matrimoni dels dos germans, Cleòpatra II i Evèrgeta. El mateix dia del casament el jove Neofilopàtor va ser assassinat.
Evèrgeta va donar mostres repetides (com ja havia fet a Cirene) de la seva tirania. El poble, en lloc d'Evèrgeta ("benefactor") l'anomenava Kakergetes ("pervers, malfactor"). Des que va agafar el poder va començar la repressió contra tots aquells que no li havien donat suport i centenars de ciutadans van caure executats pels seus mercenaris. Milers de persones van haver de fugir fins al punt de què es va haver de convidar estrangers a viure a la ciutat per evitar que quedés deserta. Individualment, es va dedicar als plaers i la indolència i es va fer més gros i quasi no podia ni caminar el que li va valer el sobrenom de Fiscó.
La seva unió amb Cleòpatra II no va durar. Després de tenir un fill, Ptolemeu Memfita, Evèrgeta es va casar amb la filla de Cleòpatra II i neboda seva, Cleòpatra III, i va abandonar la mare, l'any 142 aC. Si hi va haver divorci és una qüestió que no està aclarida. El poble va augmentar el seu descontentament, però el seu general Hierax va reprimir amb mà de ferro qualsevol intent. Amb Roma hi va mantenir una estreta aliança i va rebre cordialment a Escipió l'Africà i els seus companys quan van visitar Egipte.
Finalment, la fúria del poble va esclatar; el general Màrsies es va aixecar i el tumult es va estendre ràpidament i van incendiar el palau. Evèrgeta va sortir per una porta secreta i es va escapar cap a Xipre. Cleòpatra II va ser proclamada reina.
Evèrgeta va fer matar el seu propi fill Ptolemeu Memfita i va enviar el cap i les mans a la seva mare el dia del seu aniversari. Però això va reforçar el suport popular d'aquesta i l'hostilitat a Evèrgeta. Cleòpatra II va buscar la protecció del seu veí selèucida i va oferir casar-se amb Demetri II Nicàtor. Aquesta proposta no va ser ben acollida pel poble i un cop d'estat la va enderrocar i la va obligar a marxar cap a Síria l'any 127 aC. Els que havien fet la revolució eren hostils a l'aliança síria i havien tingut el suport dels partidaris d'Evèrgeta; aquest partidaris, davant el perill que representaven els selèucides, i segurament per manca de cap candidat amb carisma, van poder imposar el retorn d'Evèrgeta.
Se li devien imposar condicions perquè d'aleshores ençà va governar més suau i moderadament. Va perdonar a Màrsies que segurament havia participat en l'enderrocament de Cleòpatra II i no es coneixen actes repressius almenys de caràcter massiu. Tampoc no es van produir nous disturbis.
Demetri Nicàtor va abraçar la causa de la seva dona i es va presentar a Pelusium però la deserció de les seves tropes el va obligar a desistir. Llavors un personatge presentat com a príncep selèucida, anomenat Alexandre Zabinas, amb suport d'Evèrgeta i dels jueus, va entrar a Síria amb un contingent donat pel rei egipci. Demetri II va ser derrotar i Zabinas es va proclamar rei amb el nom d'Alexandre II Zabinas. Demetri va fugir a Tir, una de les ciutats de Fenícia que encara li eren lleials, però la ciutat va caure en mans d'Alexandre II junt amb altres ciutats fenícies i Demetri va fugir, però, derrotat prop de Damasc va ser fet presoner l'any 126 aC i va morir sota tortura.
El 124 aC Alexandre II, que no havia complert les obligacions de dependència que el rei egipci esperava, va perdre el suport d'Evèrgeta. Aquest es va reconciliar amb la seva germana Cleòpatra II a la qual va permetre el retorn a Egipte. També va fer aliança amb Antíoc Grif fill de Demetri II Nicàtor i de Cleòpatra Thea, al que va donar a la seva filla Trifena en matrimoni i després li va donar una força militar auxiliar per recuperar el poder.
Antíoc VIII Grif aviat va derrotar a Alexandre II Zabinas. Com a darrer recurs Zabinas es va retirar a la capital selèucida, Antioquia, va saquejar els temples i diuen que va fer broma sobre fondre una figura d'una al·legoria de la victòria que era a les mans de Zeus, explicant que amb el metall podria dir que Zeus li havia donat la victòria. Enfadats per la seva falta de fe i les seves bromes, els ciutadans d'Antioquia es van revoltar i van expulsar a Zabinas que va fugir, però va ser capturat per uns pirates i entregat al sobirà egipci que el va fer executar poc després. Les bones relacions entre Egipte i Síria van ser la norma des de llavors.
En una data posterior al 29 d'octubre del 116 aC va morir Ptolemeu VIII Evèrgeta II. Ell contava els seus anys de regnat des de la seva proclamació el 170 aC (per tant, 54 anys). Va tenir un fill amb Cleòpatra II (el ja esmentat Ptolemeu Memfita) i dos amb Cleòpatra III: Ptolemeu IX Làtir o Soter II; i Ptolemeu X Alexandre I; i tres filles; Cleòpatra IV (casada amb Ptolemeu Làtir), Trifena, casada amb Antíoc VIII Grif, i Selene, soltera al temps de la mort del seu pare. Un fill bastard, Ptolemeu Apió, va rebre després el regne de Cirene.